# Fortepan
L'archivio Fortepan è un archivio fotografico ungherese ubicato a Budapest e disponibile sul web con licenza Creative Commons.

## Descrizione

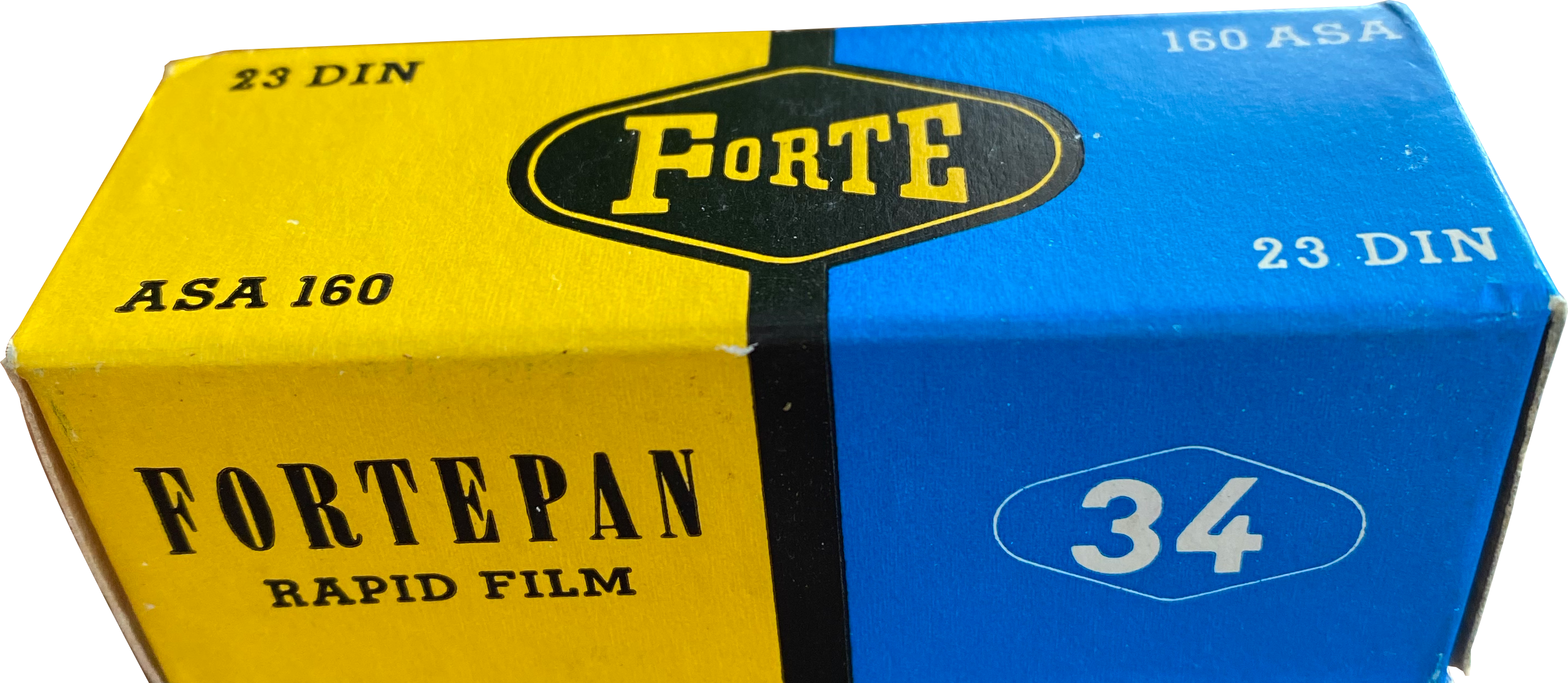
Il nome dell'archivio trae origine dai prodotti per la fotografia dell'azienda ungherese Forte.

Fondato e lanciato nel 2010 da due ex compagni di scuole superiori - Miklós Tamási e Ákos Szepessy - che condividevano la passione per la fotografia e la storia della stessa, presero spunto da un'azienda e fabbrica ungherese di nome Forte (nata come stabilimento della Kodak nel 1922 e nazionalizzata nel 1948, la pellicola Fortepan divenne molto popolare e un'alternativa alle Kodachrome).
I due fondatori avevano cominciato già dagli anni '80 ad acquistare album di vecchie fotografie nei mercatini dell'usato locali, per poi abbandonarli in cantina fino all'inizio degli anni 2000. Dopo anni di digitalizzazioni i due fondatori lanciarono infine un sito web nel 2010 contenente una iniziale raccolta di circa 5.000 foto e ordinate in ordine meramente cronologico, sfogliabili attraverso uno slider nell'interfaccia del sito stesso. 
Nel corso degli anni i donatori di foto sono diventati sempre più numerosi e al 2024 l'archivio conserva circa 110.000 fotografie (di cui una cospicua parte a colori), che vanno dall'inizio del Novecento al 1990 e riguardano sia l'Ungheria che l'intera Europa. Esse sono state caricate anche su Wikimedia Commons, sotto una generica licenza CC-BY-SA 3.0 (ma la fondazione precisa che alcune immagini potrebbero appartenere ai rispettivi fotografi proprietari, laddove non specificato). 
L'archivio viene talvolta citato anche dai mass media ed è stata creata anche una rivista online collegata - Heti Fortepan ("Weekly Fortepan") - che pubblica regolarmente approfonditi articoli che descrivono le foto dell'archivio per argomento.

## Galleria d'immagini

### Ungheria

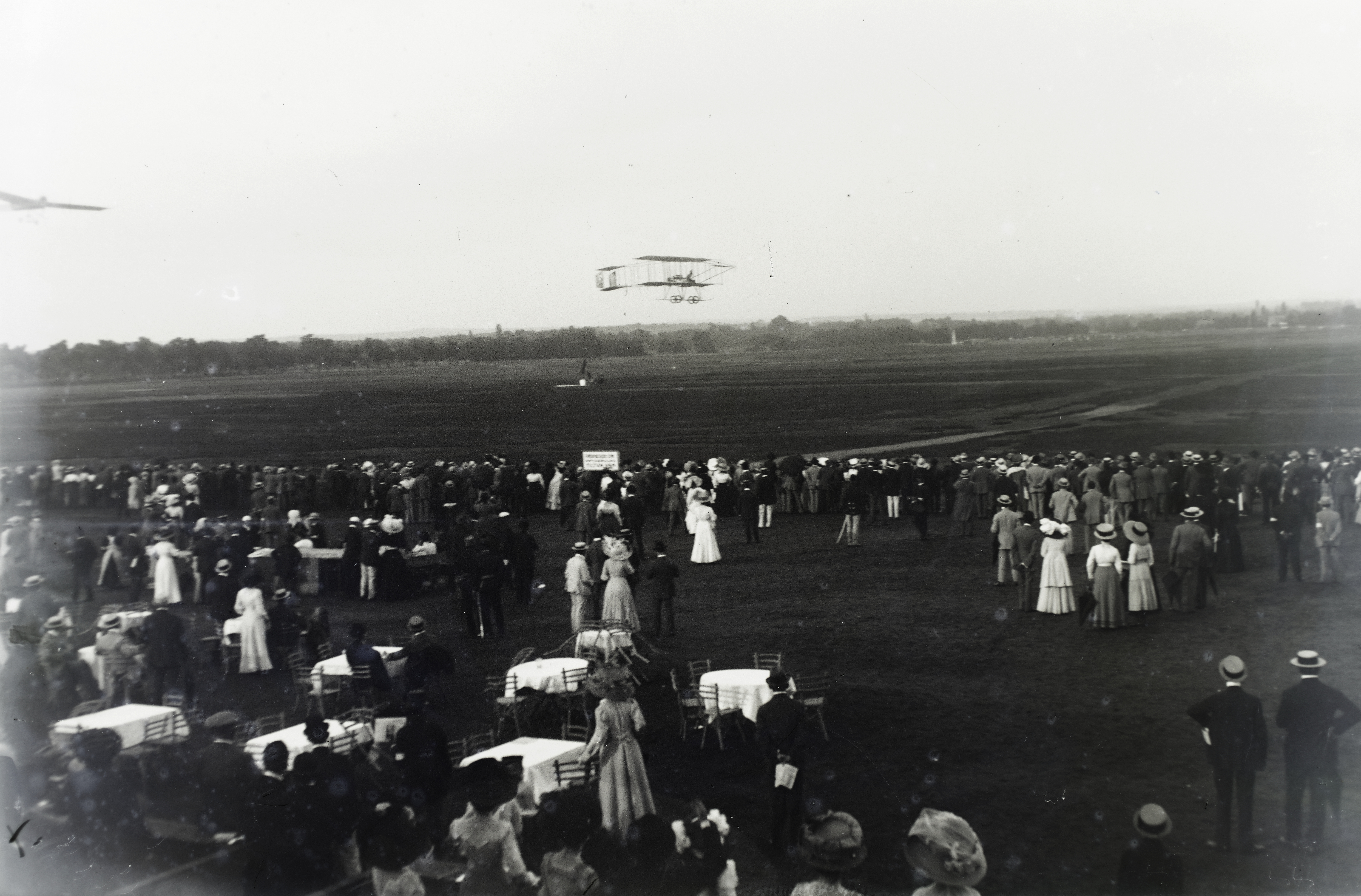
Gara internazionale di volo a Budapest, 1910
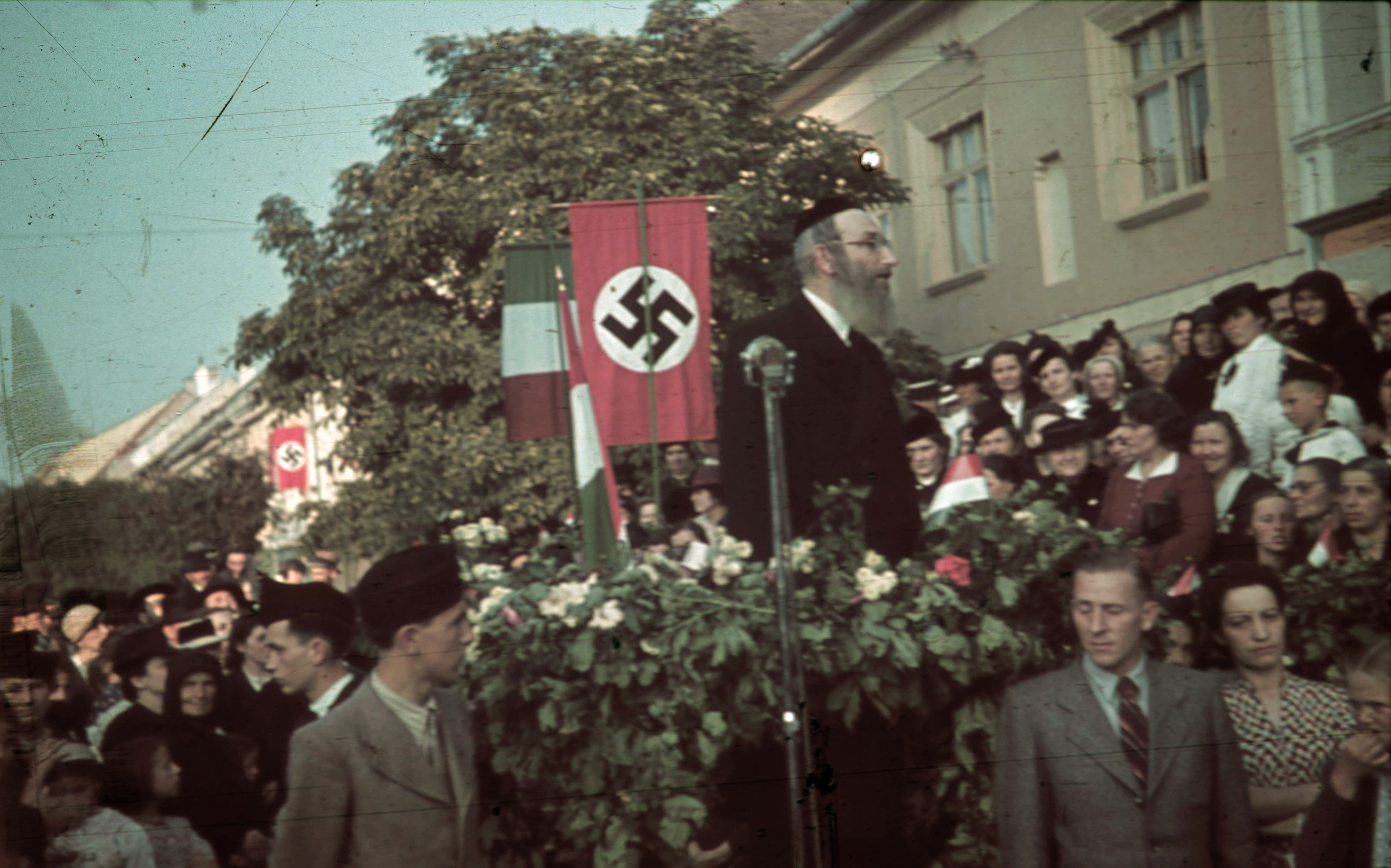
Secondo arbitrato di Vienna (settembre 1940): Annessione di una parte della Transilvania all'Ungheria.
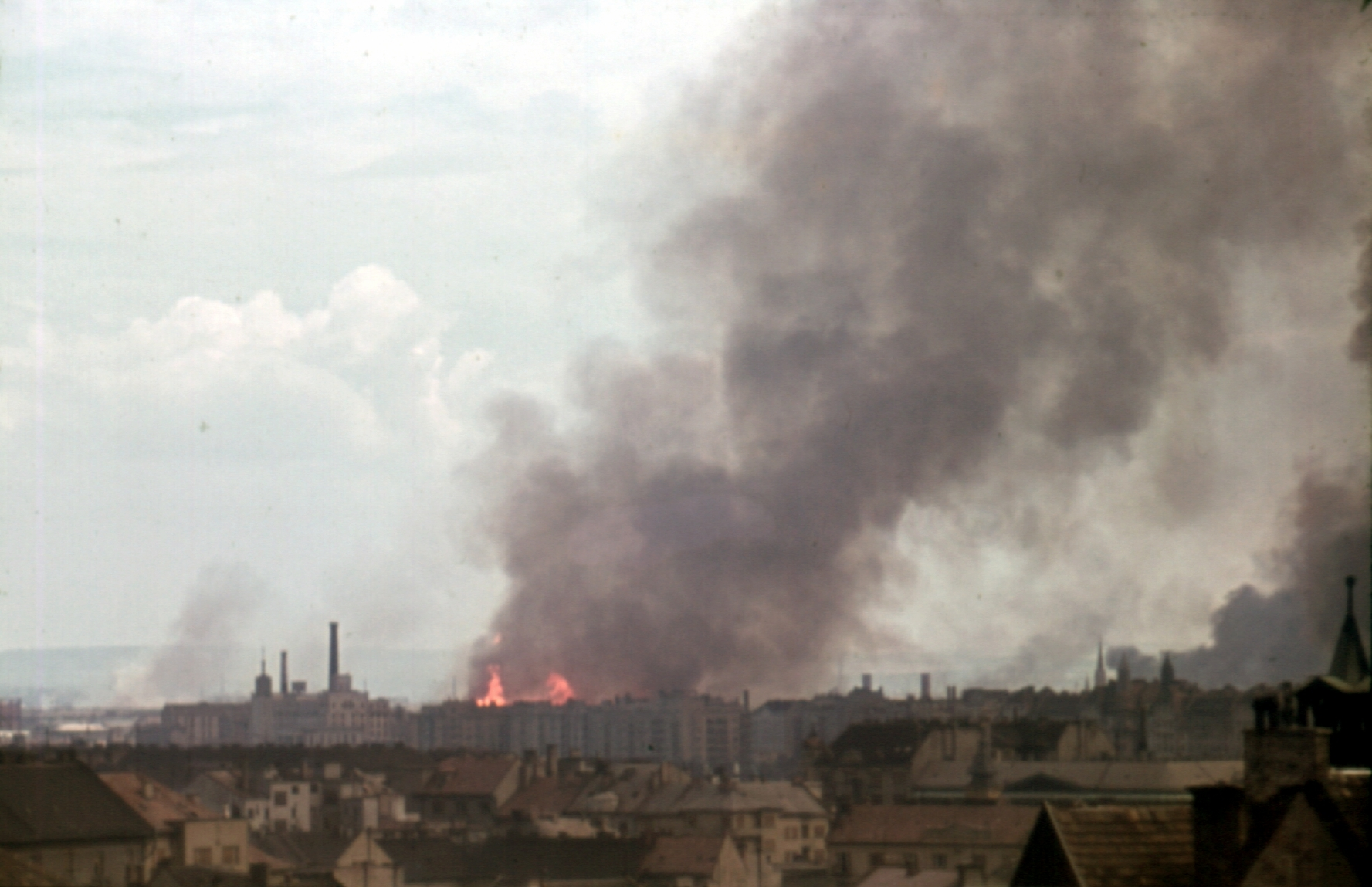
Invasione tedesca dell'Ungheria e bombardamento di Budapest,  nel marzo 1944
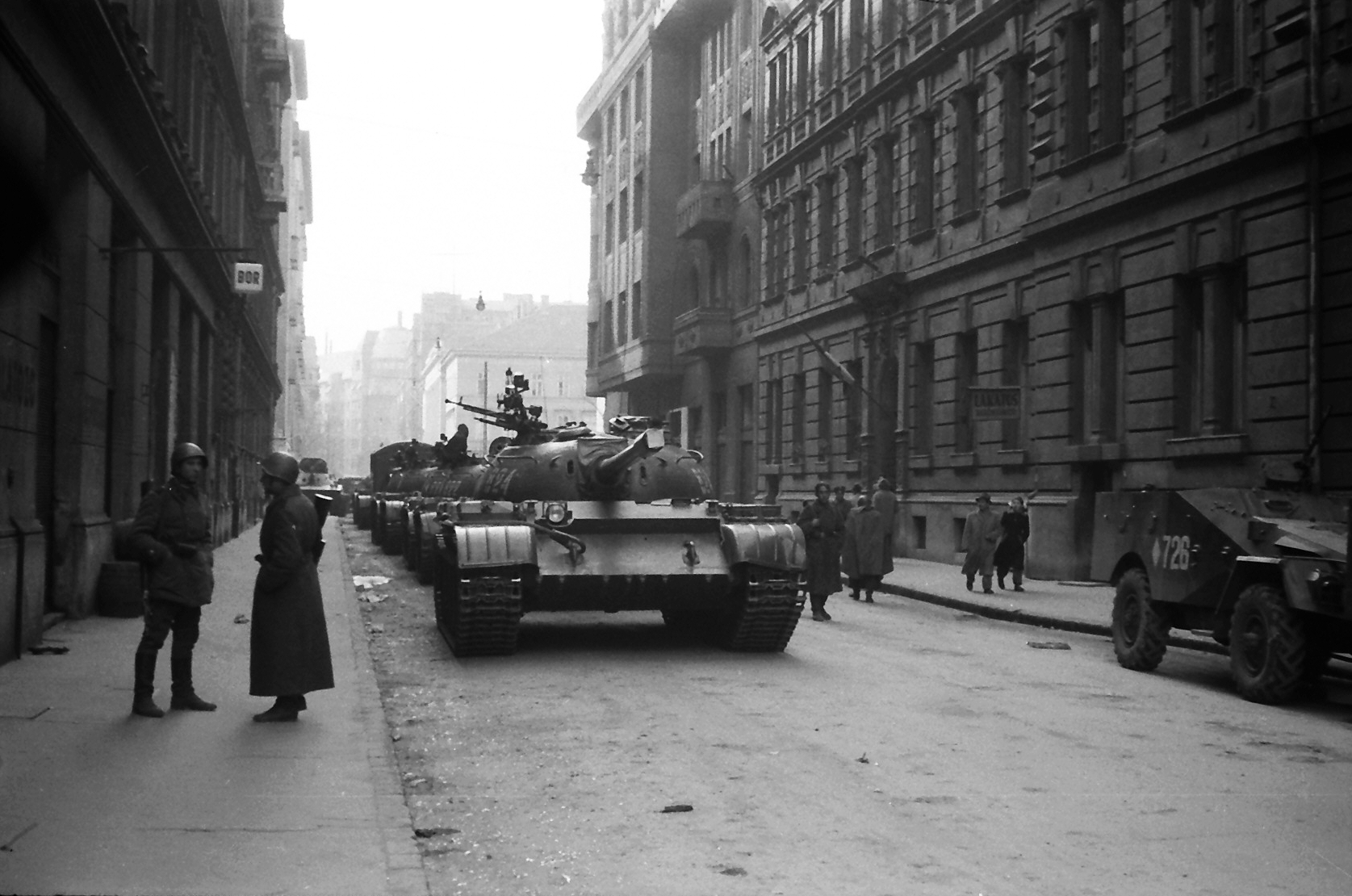
Carri armati delle forze del Patto di Varsavia a Budapest nel 1956
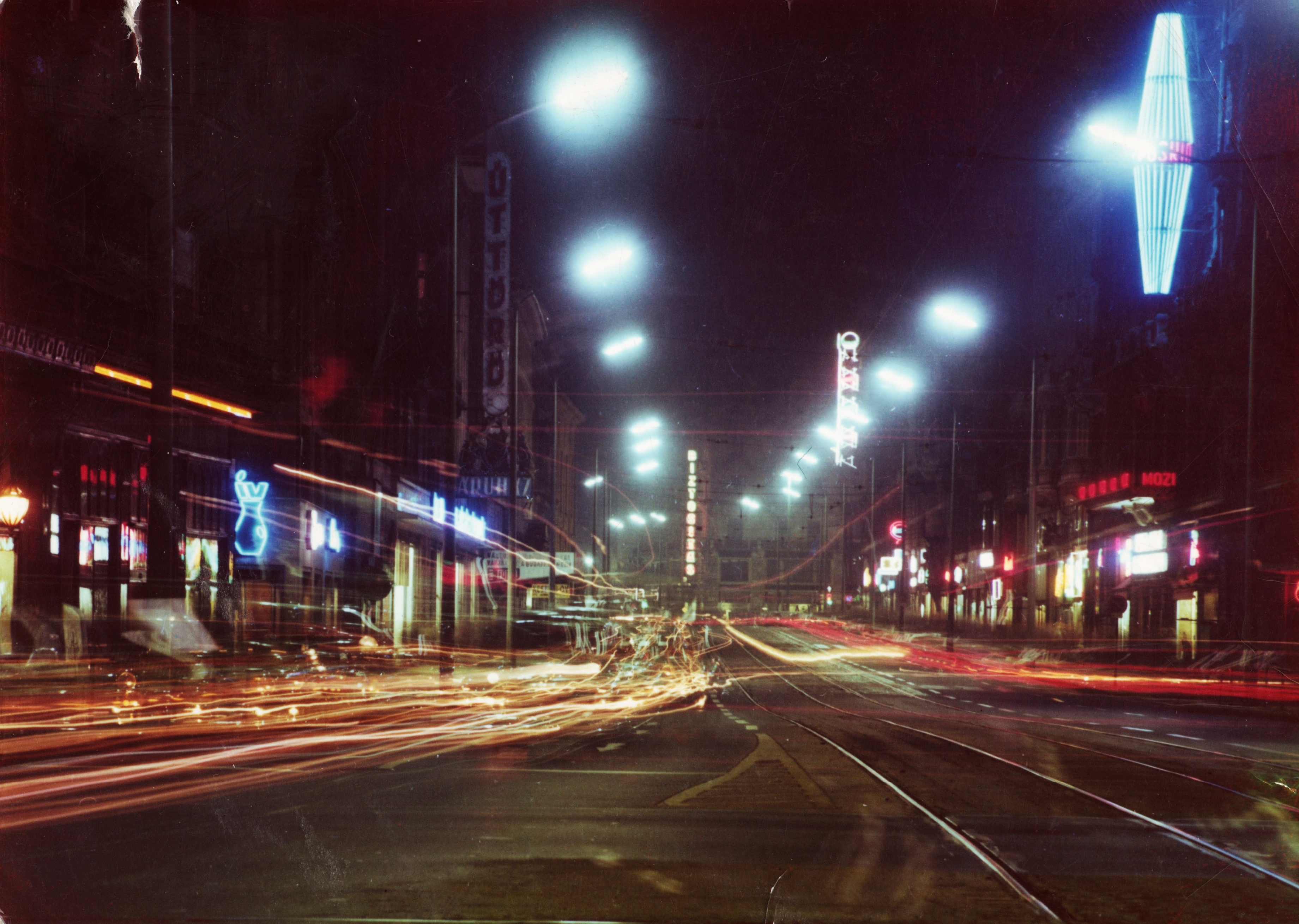
Una via centrale di Budapest di notte nel 1969
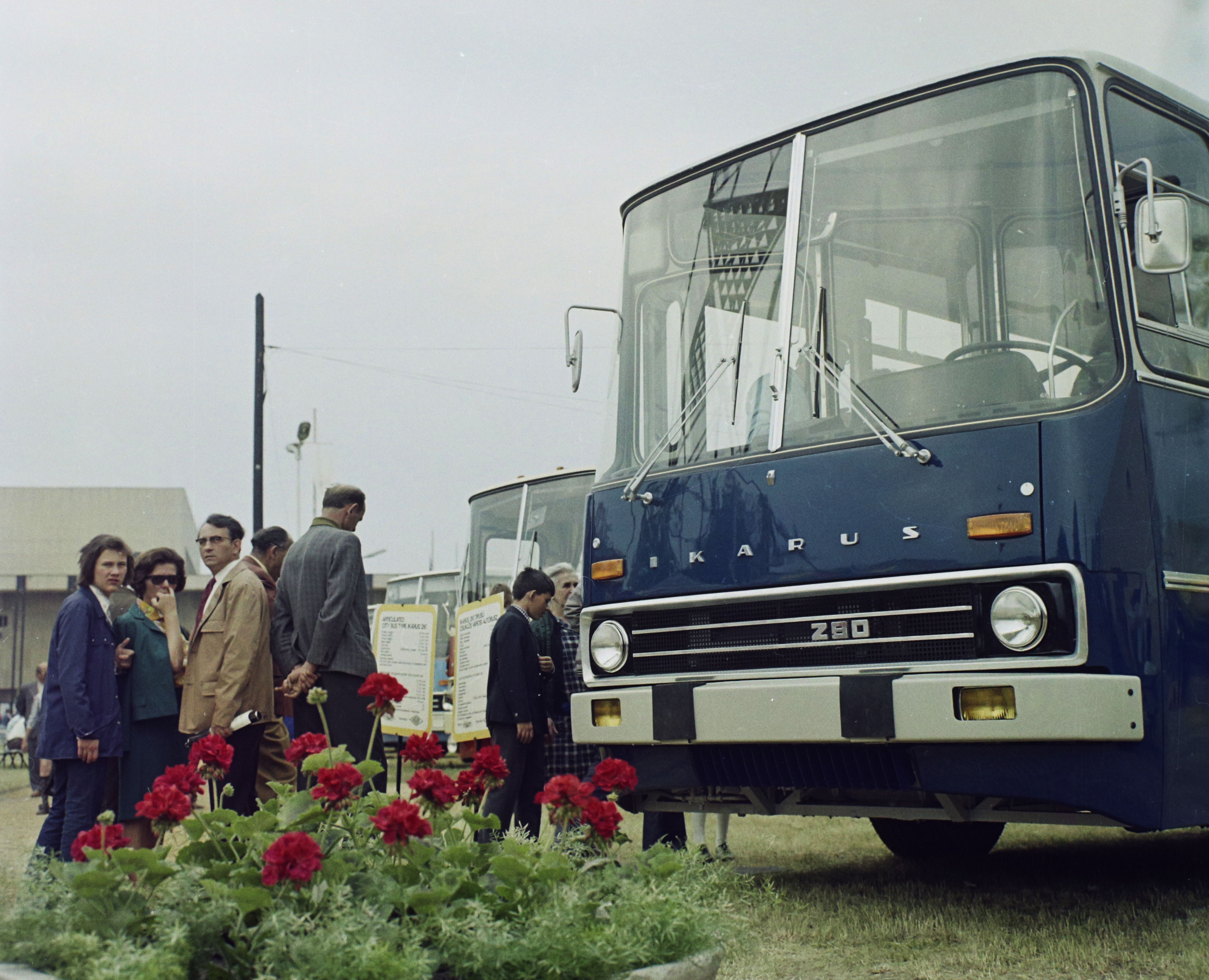
Un pullman Ikarus 280 nel 1973 a Budapest
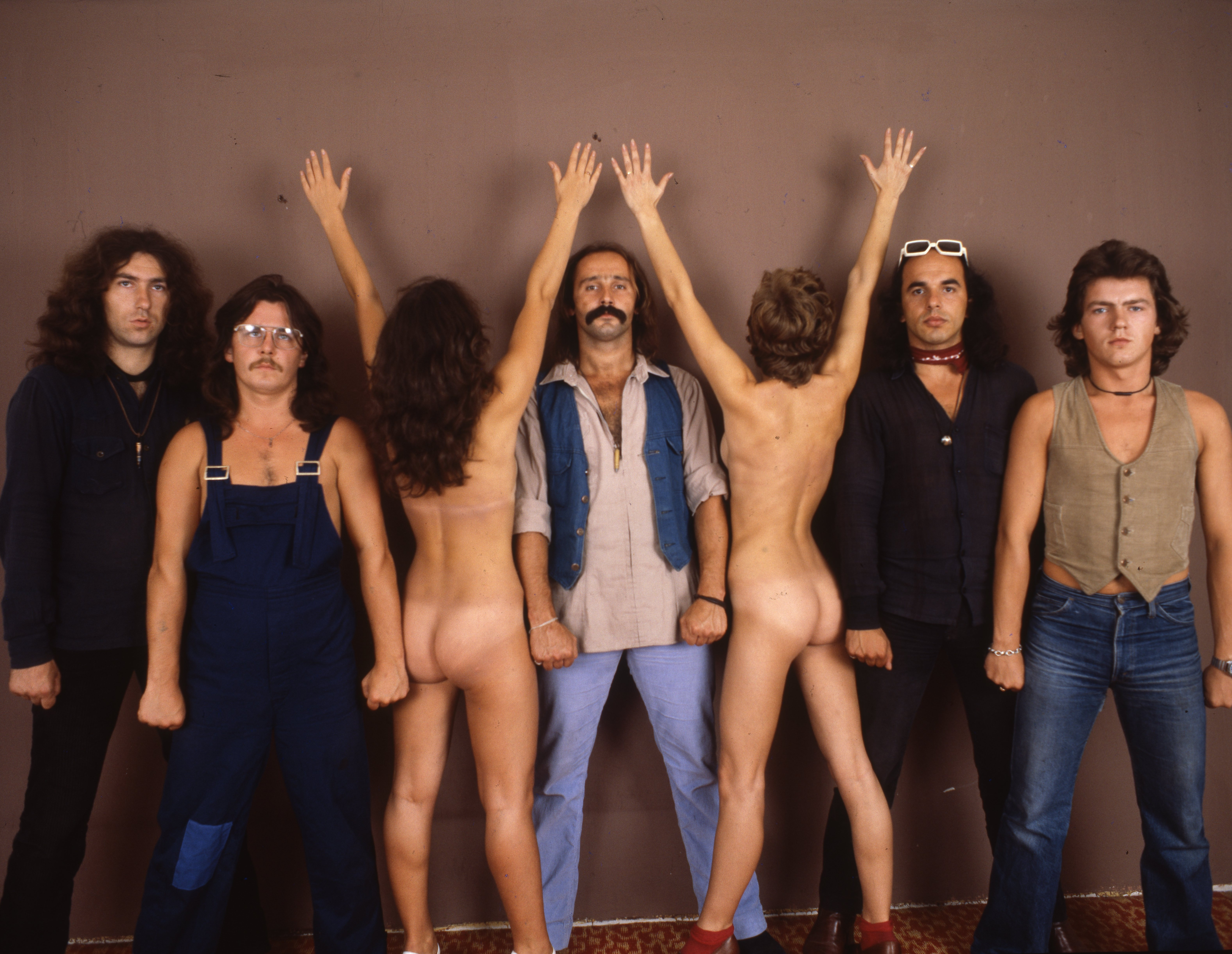
Gruppo rock ungherese nel 1979
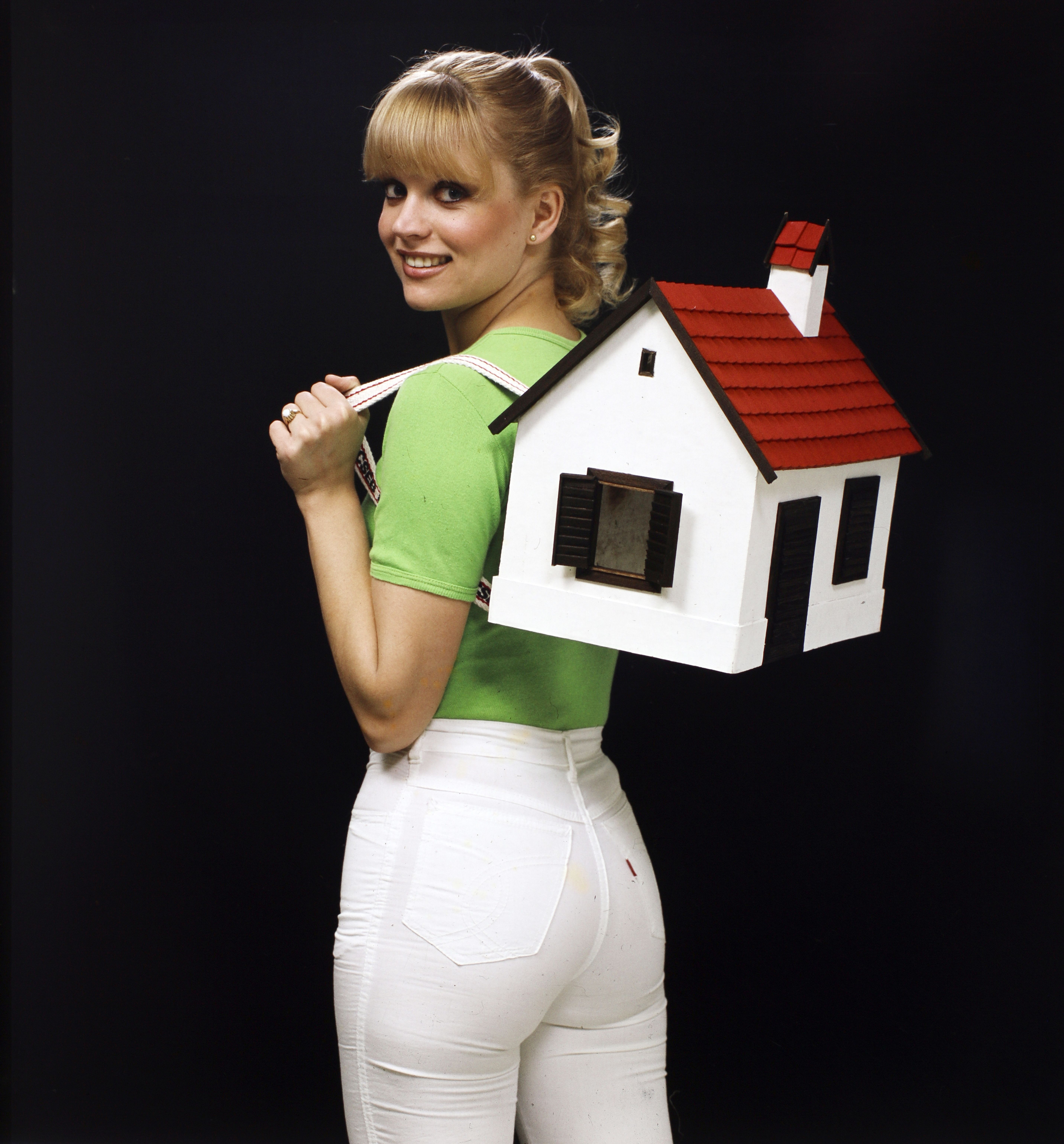
Modella ungherese del 1980
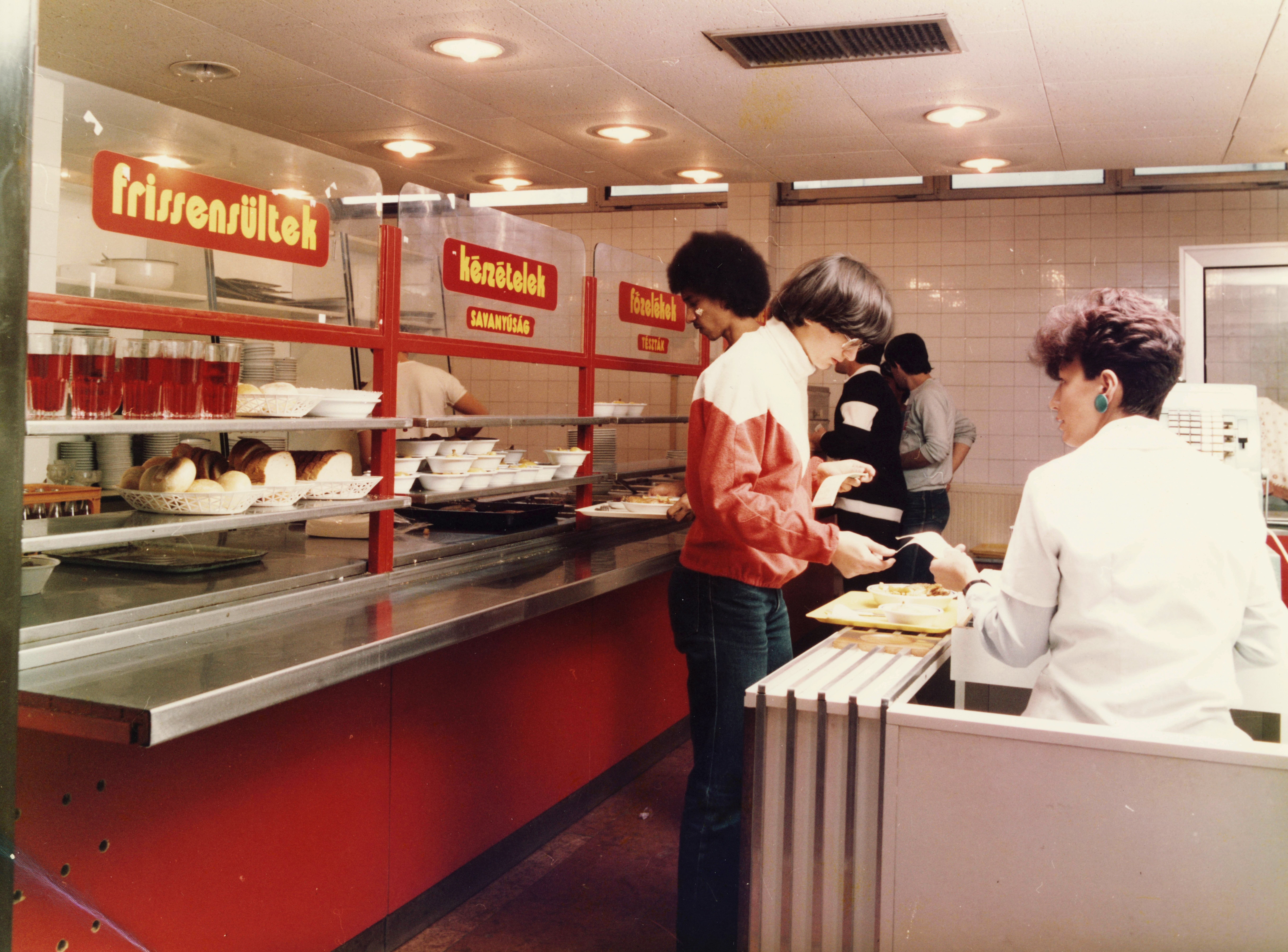
Una mensa scolastica nel 1980
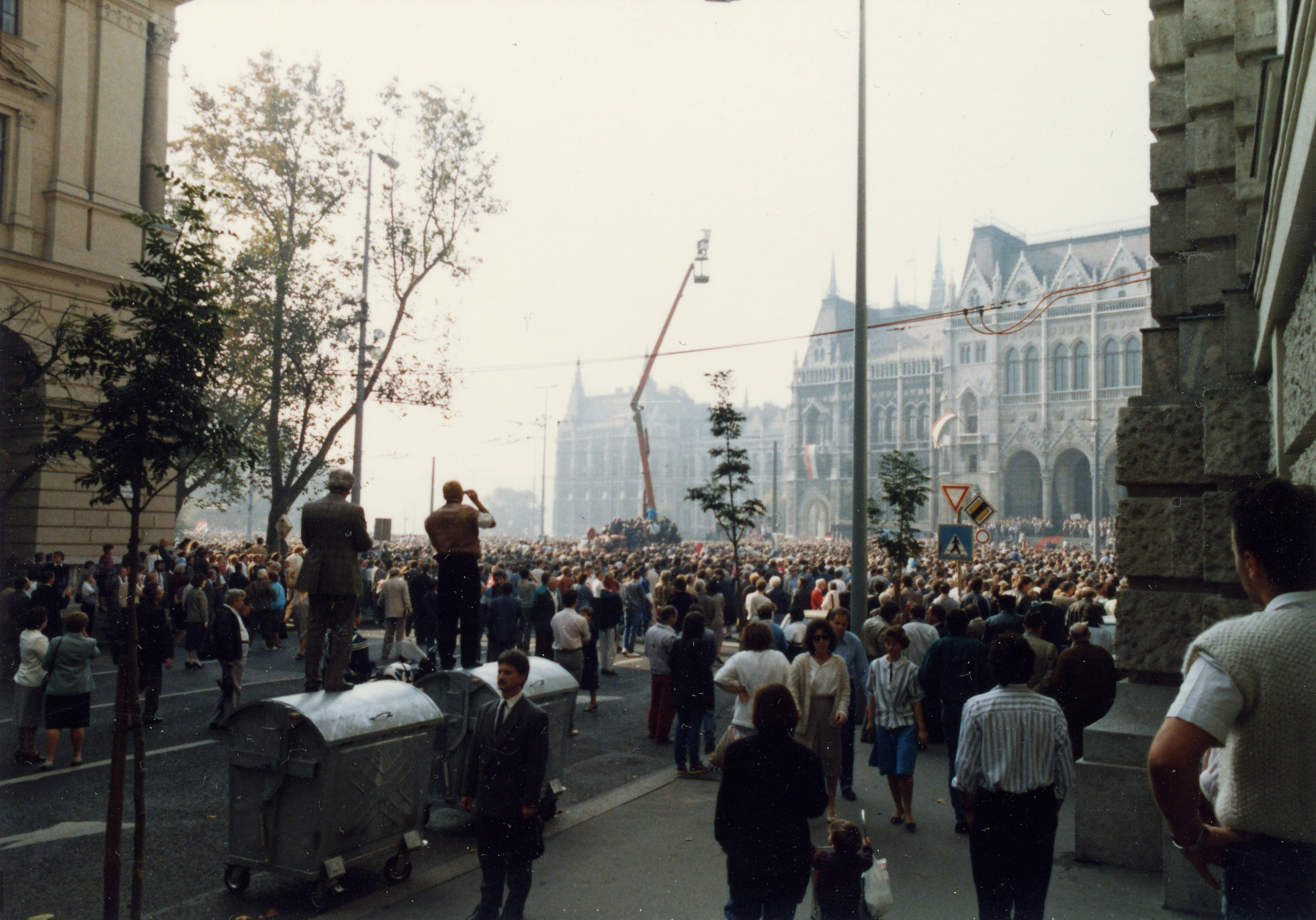
Piazza centrale di Budapest il 23 ottobre 1989

### Resto del mondo

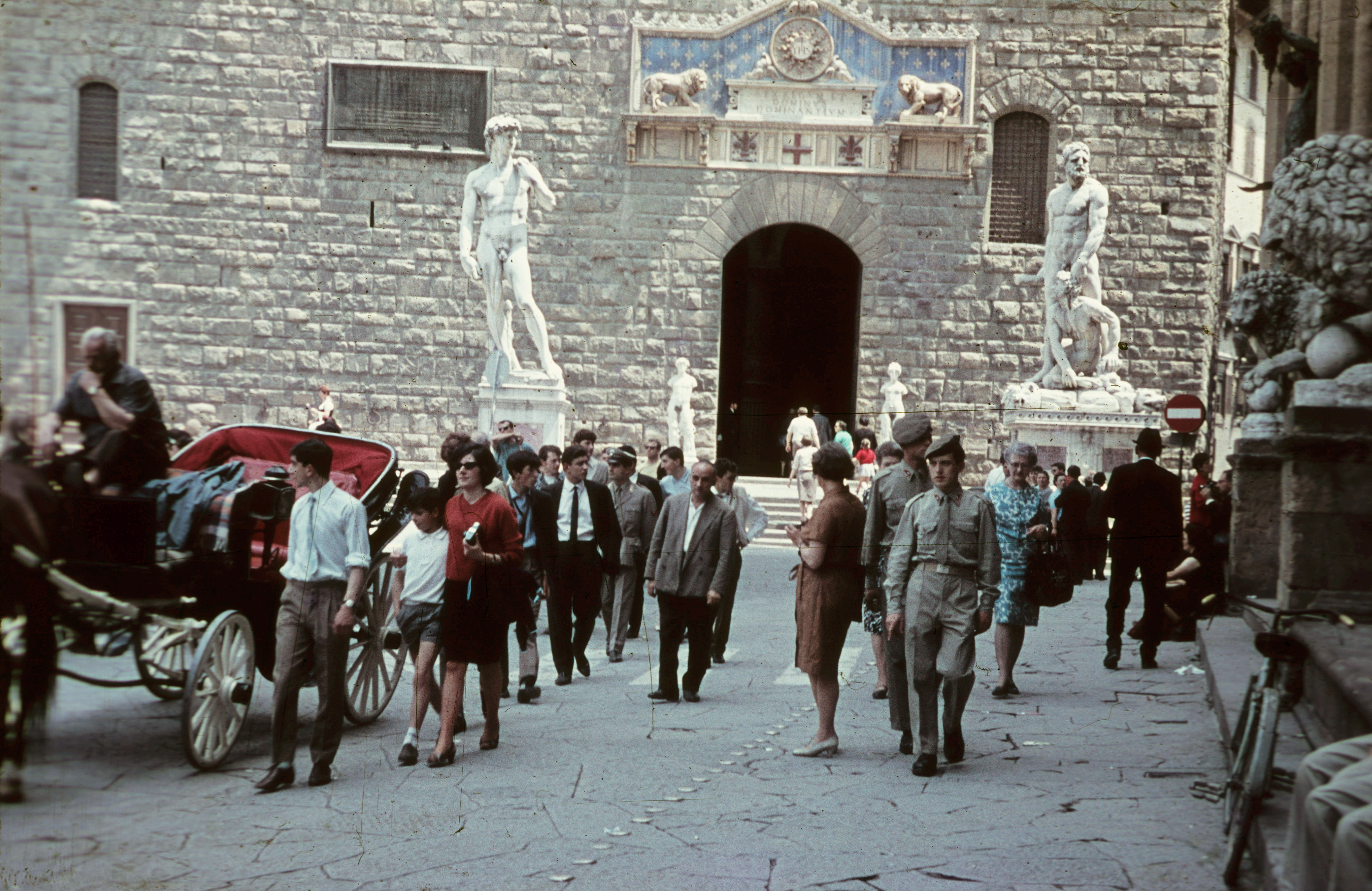
Piazza della Signoria a Firenze nel 1967
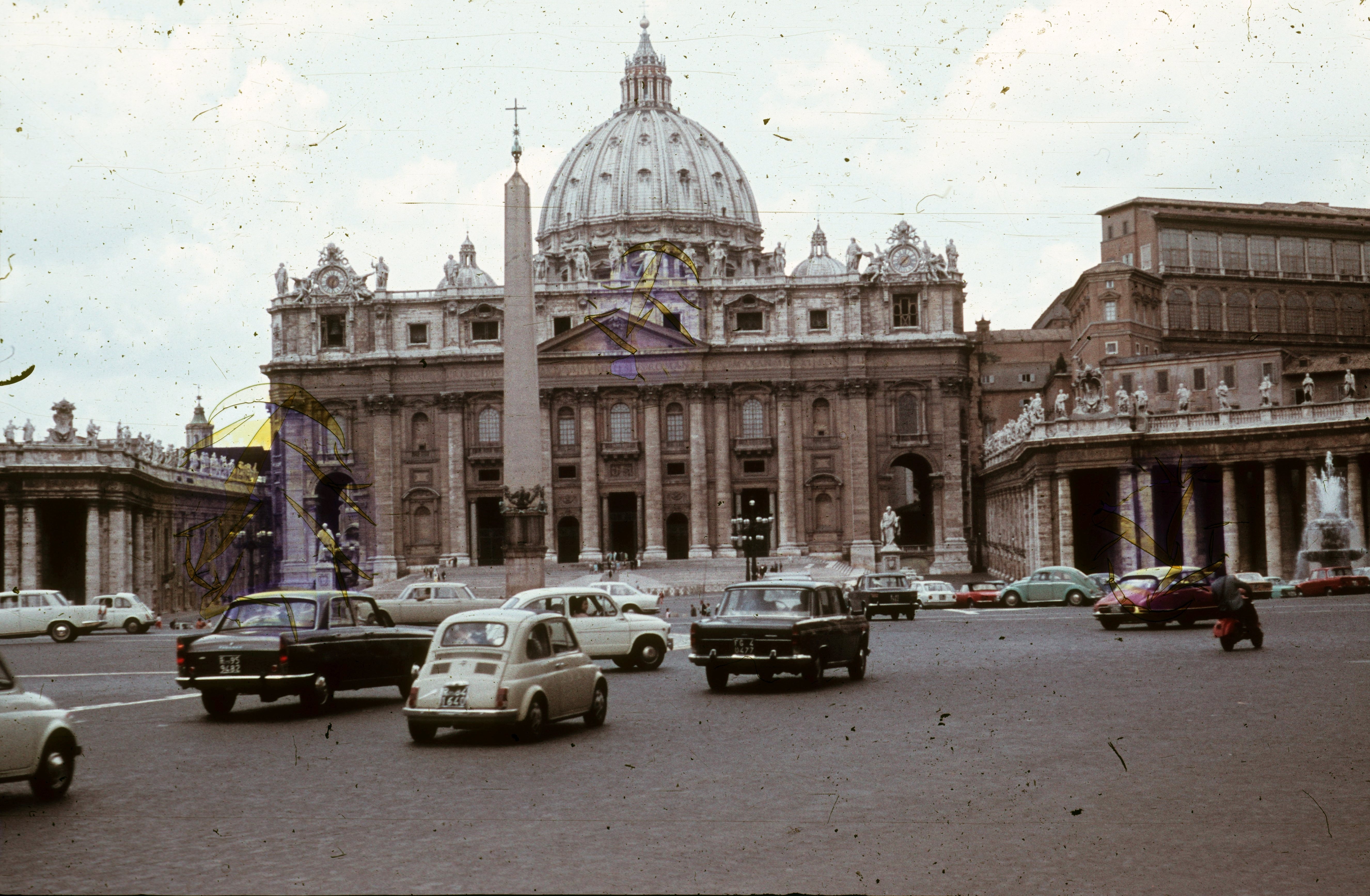
Piazza San Pietro a Roma nel 1968
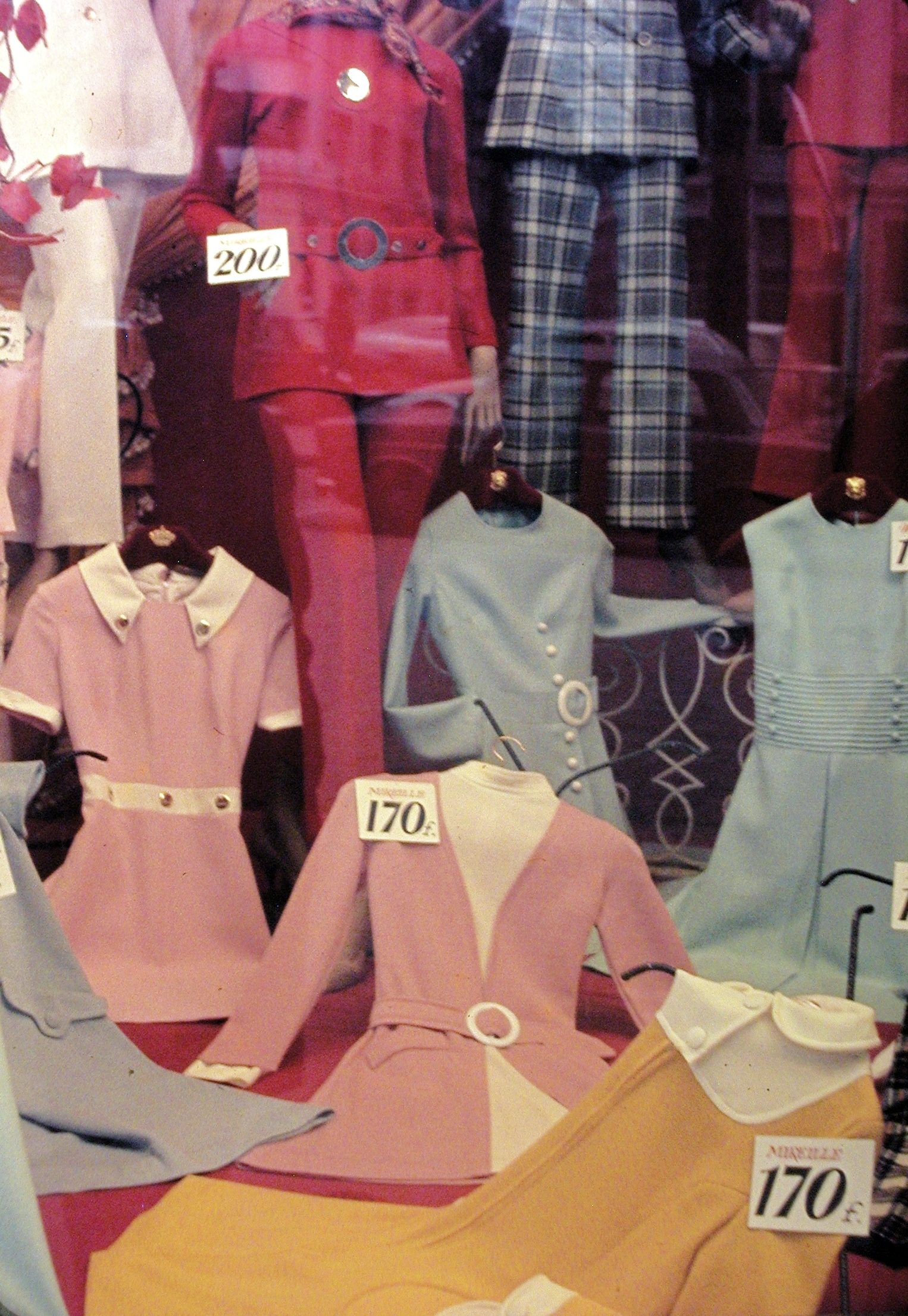
Negozio in Francia del 1968
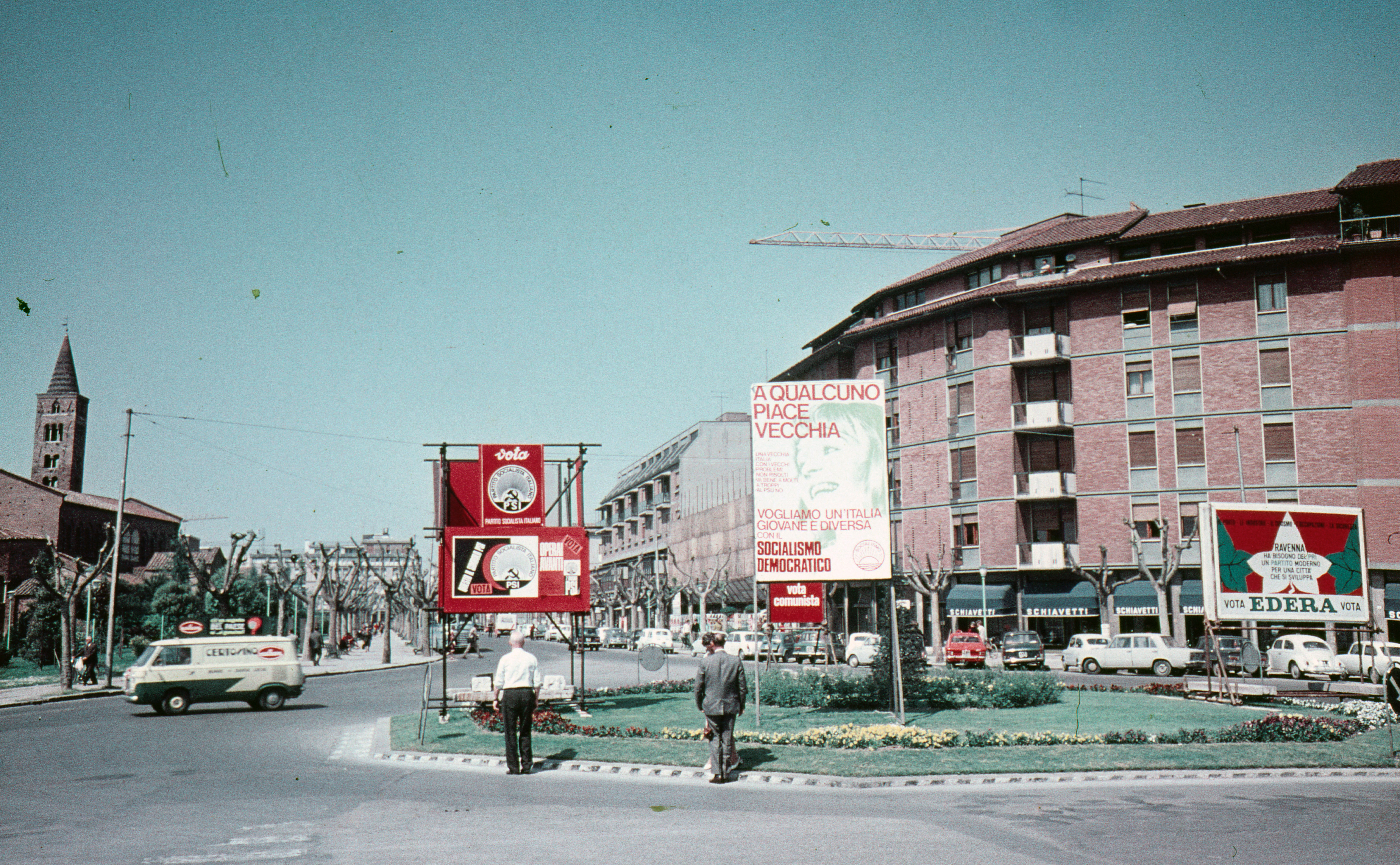
Piazza Farini a Ravenna nel 1970, durante la campagna elettorale per le elezioni amministrative
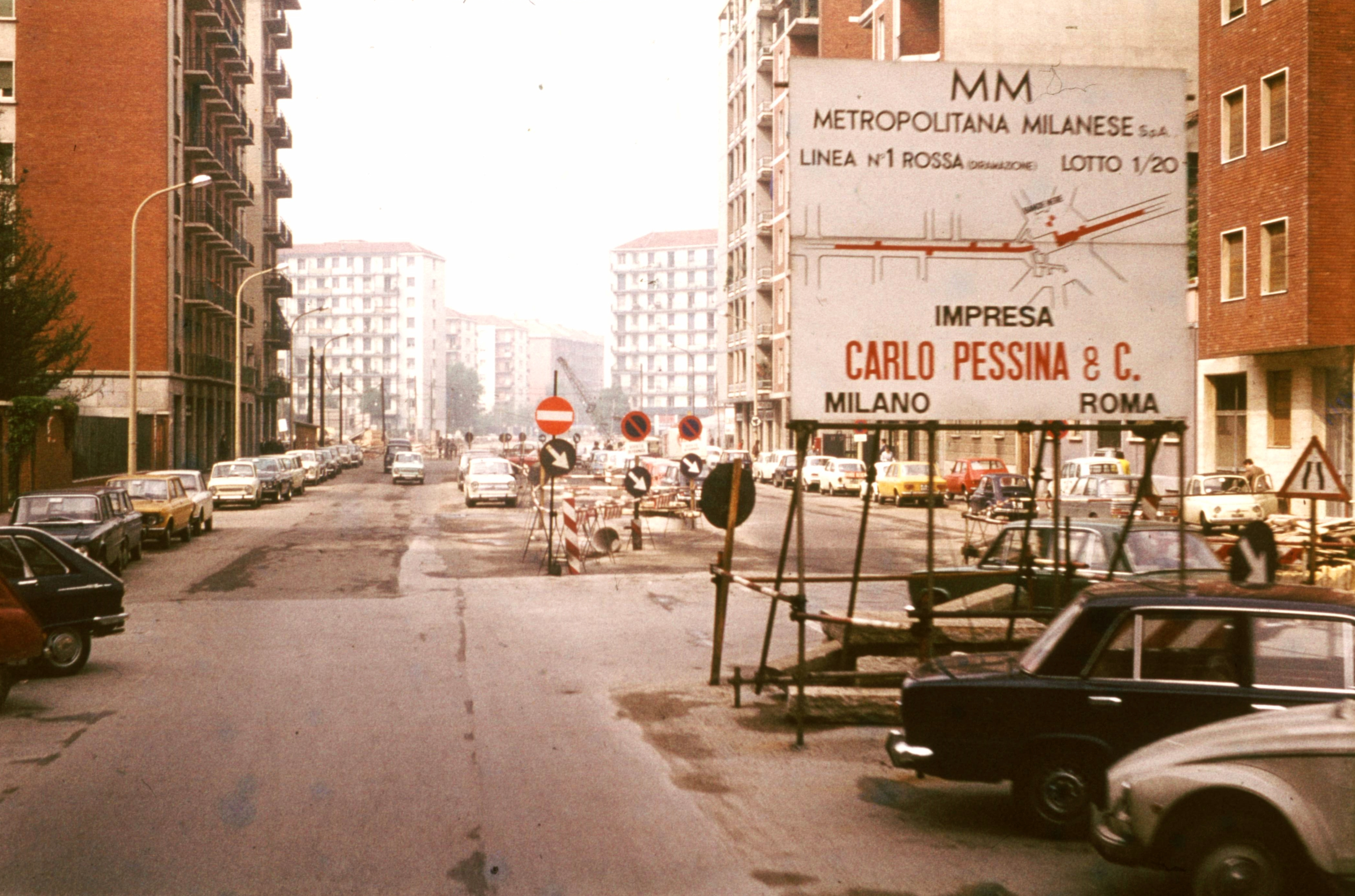
Costruzione della Linea M1 (o rossa) a Milano nel 1971